# Exponentiële integraal

(boven)
(onder)

De exponentiële integraal is een functie, die gedefinieerd is als de integraal:
{\displaystyle \mathrm {Ei} (x)=\int _{-\infty }^{x}{\frac {e^{t}}{t}}\,{\rm {d}}t=-\int _{-x}^{\infty }{\frac {e^{-t}}{t}}\,{\rm {d}}t~.}
Van een dergelijke integraal bestaat geen primitieve functie. Waarden van de functie {\displaystyle \mathrm {Ei} (x)} zijn wel te vinden met reeksontwikkelingen, of in tabellen. Een goede benadering kan gevonden worden door:
{\displaystyle \mathrm {Ei} (x)\sim e^{-x}\cdot \ln(1+1/x)\cdot R(x)~,}
waarin {\displaystyle R(x)} een rationale functie is met dezelfde graad in teller en noemer.

## Reeksontwikkeling
De exponentiële integraal heeft {\displaystyle x\neq 0} de reeksontwikkeling
{\displaystyle \mathrm {Ei} (x)=\gamma +\ln |x|+\sum _{k=1}^{\infty }{\frac {x^{k}}{k!\cdot k}}~,}
waarin {\displaystyle \gamma } de constante van Euler-Mascheroni is.

## Verband met de logaritmische integraal
De functie {\displaystyle \mathrm {Ei} (x)} is nauw verwant met de logaritmische integraal. Voor {\displaystyle x>0} is:
{\displaystyle \mathrm {li} (x)=\mathrm {Ei} (\ln x)~.}